# Медресе Хурджин
Медресе Хурджин (Хуржин, Саид Аминбай) (узб. Xo'rjin madrasasi) — медресе в историческом центре Бухары (Узбекистан), воздвигнутое в 1864—1865 годах при узбекском правителе Музаффаре (1860–1885). Впервые упоминается в вакуфной грамоте 1864/65 года. Расположено на улице «Пойи Остона» махалли «Кукалдош».
Ныне архитектурный памятник входит в «Национальный перечень объектов недвижимости материального культурного наследия Узбекистана» и является объектом туристического сервиса.
Государственная программа предусматривала капитальное восстановление и реставрацию медресе в 2012 году.